# Liste der Bischöfe von Guarda
Die folgenden Personen waren Bischöfe des Bistums Guarda (Portugal):

## Bischöfe von Egitânia
- Adorico (561, 572)
- Comundo (589)
- Licério (597, 610)
- Montésis, Montésio, Montênsis, Mentésio (633, 638)
- Arménio (646)
- Siclua, Selua (653, 666)
- Monefonso (683, 688)
- Argesindo (693)

## Bischöfe von Guarda
- Rodrigo I. (1199)
- Martinho I. Pais (1200–1225)
- Vicente Hispano (1226–1248)
- Rodrigo II. Fernandes (1248–1267)
- Vasco I. (1267–1278)
- João I. Martins (1278–1301)
- Vasco II. Martins de Alvelos (1302–1313)
- Rodrigo III. (1313)
- Estêvão I. (1314–1316)
- Martinho II. (1319–1322)
- Guterres (1322–1326)
- Bartolomeu (1326–1345)
- Afonso I. Dinis (1346–1347)
- Lourenço (1349–1356)
- Estêvão II. Tristão (1357)
- Gil I. Cabral de Viana (1360)
- Vasco III. de Menezes (1362–1367)
- Gonçalo I. Martins (1367)
- Afonso II. Correia (1367–1384)
- Vasco IV. de Lamego (1384–?)
- Afonso III. Ferraz (?–1396)
- Gil II. (1397)
- Gonçalo II. Vasques da Cunha (1397–1426)
- Luís I. da Guerra (1427–1458)
- João II. Manuel de Portugal e Vilhena (1459–1476)
- João III. Afonso Ferraz (1477–1478)
- Álvaro I. de Chaves (1479–1481)
- Garcia de Menezes (1481–1484) (Apostolischer Administrator)
- Álvaro I. de Chaves (1484–1496)
- Pedro Vaz Gavião (1496–1516)
- Kardinal Alfons IV. von Portugal (1516–1519)
- Miguel da Silva (1516–1519) (Apostolischer Administrator, auch Bischof von Viseu)
- Jorge de Melo (1519–1548)
- Cristóvão de Castro (1550–1552)
- João IV. de Portugal (1556–1585)
- Manuel I. de Quadros (1585–1593)
- Nuno de Noronha (1593–1608) (auch Bischof von Viseu)
- Afonso V. Furtado de Mendonça (1609–1616) (auch Bischof von Coimbra)
- Francisco de Castro (1617–1630)
- Lopo de Sequeira Pereira (1632–1636)
- Dinis de Melo e Castro (1639)
- Diogo Lobo (1640)
- Álvaro II. de São Boaventura (1669–1672)
- Martim Afonso de Melo (1672–1684)
- Luís II. da Silva (1685–1691)
- João V. de Mascarenhas (1692–1693)
- Rodrigo de Moura Teles (1694–1704) (auch Erzbischof von Braga)
- António I. de Saldanha (1705–1711)
- João VI. de Mendonça (1713–1736)
- José I. de Fialho OCist (1739–1741)
- Bernardo António de Melo Osório (1742–1774)
- Jerónimo Rogado de Carvalhal e Silva (1775–1797)
- José II. António Pinto de Mendonça Arrais (1797–1822)
- Carlos de São José de Azevedo e Sousa (1824–1828)
- Joaquim José Pacheco Sousa (1832–1857)
- Manuel II. Martins Manso (1858–1878)
- Tomás Gomes de Almeida (1883–1903)
- Manuel III. Vieira de Matos (1903–1914)
- José III. Alves Mattoso (1914–1952)
- Domingos da Silva Gonçalves (1952–1960)
- Policarpo da Costa Vaz (1960–1979)
- António II. dos Santos (1979–2005)
- Manuel IV. da Rocha Felício (2005–2024) (zuvor Koadjutorbischof von Guarda)
- José Miguel Barata Pereira (seit 2024)